# Sandford St Martin
Sandford St Martin is een civil parish in het bestuurlijke gebied West Oxfordshire, in het Engelse graafschap Oxfordshire. In 2001 telde het dorp 210 inwoners.